# Ганиев, Темур Ибрахимджанович
Тему́р Ибрахимджа́нович Гани́ев (27 января 1984, Узбекская ССР) — узбекский футболист, вратарь клуба «Локомотив» из города Ташкент.

## Биография
С 2002—2003 играл в донецком «Металлурге». В 2004—2006 играл за ереванский «Бананц». В составе которого он выступал в Кубке УЕФА. Провёл 5 игр. 16 мая 2009 дебютировал за «Динамо».